# Collocalia
Collocalia is een geslacht van vogels uit de familie gierzwaluwen (Apodidae). In dit geslacht zijn kleinere soorten bijeengebracht. In het Engels heten ze swiftlets (gierzwaluwtjes) en in het Nederlands (aan het Maleis ontleend) salanganen. De soorten uit het geslacht Aerodramus werden vroeger ook tot dit geslacht gerekend.  

## Soorten
Het geslacht kent de volgende soorten:
- Collocalia affinis  –  Westelijke dwergsalangaan
- Collocalia dodgei  –  Kinabaludwergsalangaan
- Collocalia esculenta  –  Witbuikdwergsalangaan
- Collocalia isonota  –  Hooglanddwergsalangaan
- Collocalia linchi  –  Linchidwergsalangaan
- Collocalia marginata  –  Salvadori's dwergsalangaan
- Collocalia natalis  –  Christmaseilanddwergsalangaan
- Collocalia neglecta  –  Vale dwergsalangaan
- Collocalia sumbawae  –  Tenggaradwergsalangaan
- Collocalia troglodytes  –  Grays dwergsalangaan
- Collocalia uropygialis  –  Satijndwergsalangaan